# Зіновать Цинґера
Зіновать Цинґера, зіновать Цінгера (Chamaecytisus zingeri) — вид квіткових рослин з родини бобових (Fabaceae).

## Біоморфологічна характеристика
Це кущ 40–150 см, з висхідними гілками. Кора темно-бура. Квітучі гілки голі. Листкові ніжки розсіяно-притиснуто волосисті або майже голі, 1–1.5 см завдовжки. Листки трійчасті, листочки 1.5–3 × 0.8–1.5 см, зелені, при сушінні темніють, вершина округла, зверху листя голі або майже голі, знизу розсіяно-притиснуто волосисті, особливо вздовж головної жилки. Квітки жовті, в довгих колосоподібних кистях, сидять по 1–3 в пазухах листя. Чашечка майже клиноподібно-трубчаста, гола, рідше розсіяно-коротко-притиснуто волосиста, 10–11 мм завдовжки. Боби лінійні, 2.5–3 см завдовжки й 5–6 мм ушир, негусто-коротко-притиснуто волосисті, подекуди голі, іноді зовсім голі.

## Поширення
Поширення: Україна, Росія.